# Михайловский горно-обогатительный комбинат

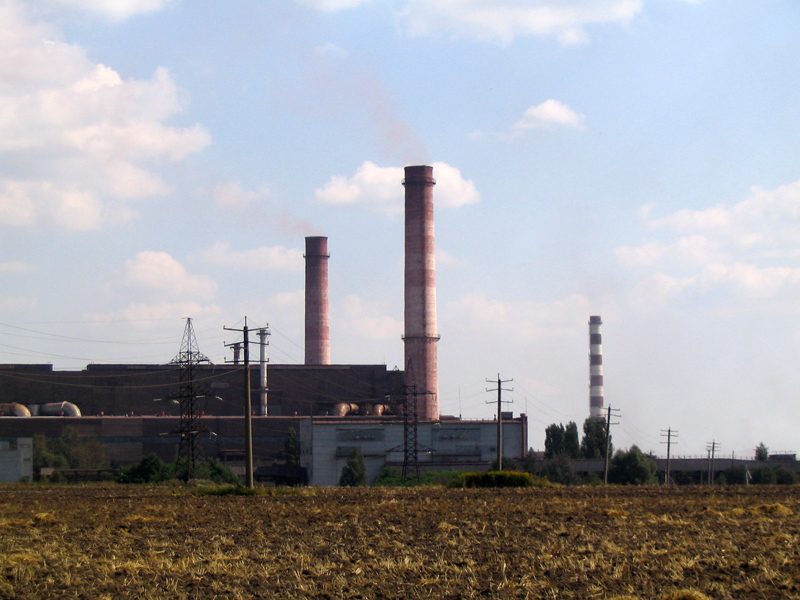

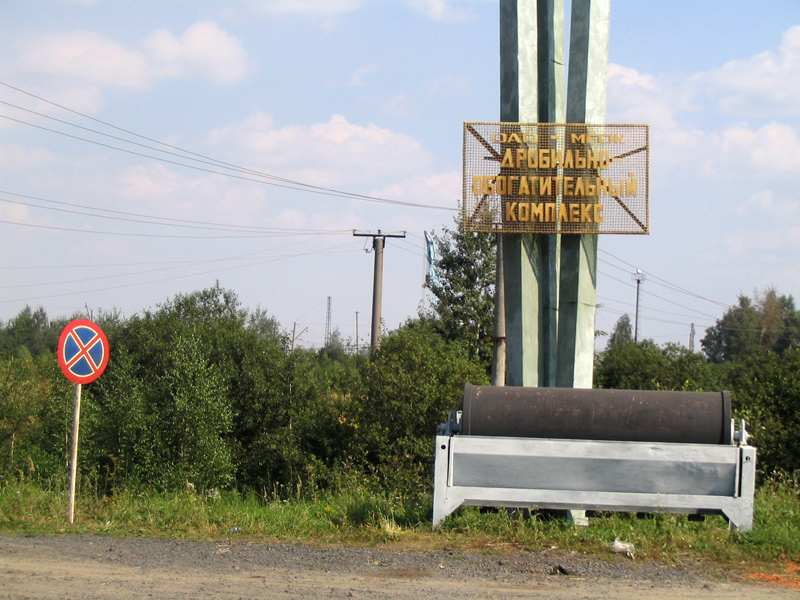

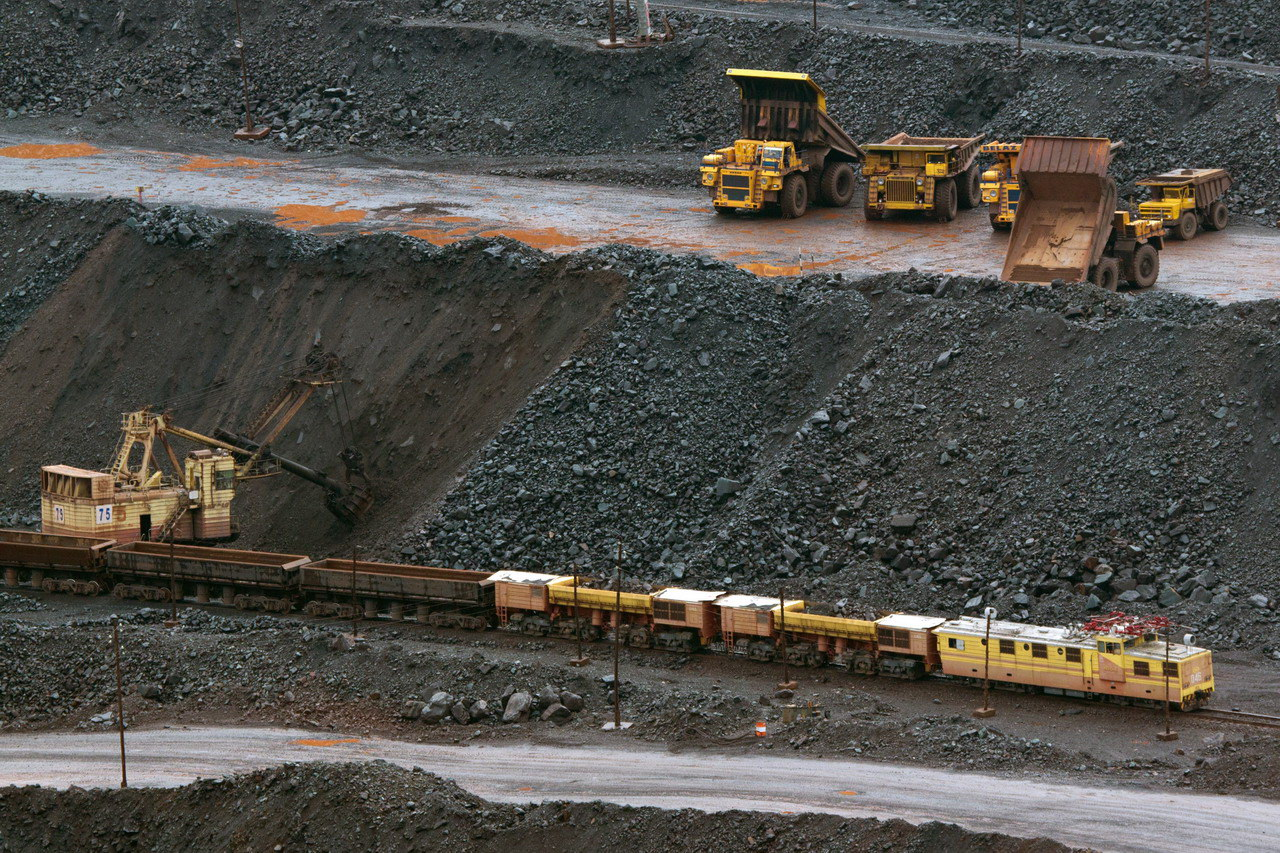
Тяговый агрегат НП1 с поездом и карьерные автомобили

Миха́йловский ГОК (Миха́йловский го́рно-обогати́тельный комбина́т) — российский производитель железно-рудного сырья. Расположен в городе Железногорск Курской области. Входит в металлургический холдинг «Металлоинвест».

## История
В 1773 году учёный-астроном, академик Пётр Иноходцев, исследуя курскую землю, обратил внимание на необычное поведение магнитной стрелки.
В 1923 году на глубине 167 метров были добыты первые образцы железных руд.
В 1950 году было открыто Михайловское железорудное месторождение.
3 августа 1957 года принято решение Совета Министров СССР о начале строительства горнорудного предприятия по добыче руды Михайловского месторождения. В сентябре 1957 года в карьере проведены первые вскрышные работы. 10 июня 1960 года был добыт первый ковш богатой железной руды.
В октябре 1967 года началось строительство горно-обогатительного комплекса. В конце октября 1973 года получен первый железорудный концентрат.
В 1996 году ГОК прошёл процесс акционирования, и получил наименование Открытое акционерное общество «Михайловский ГОК».
В 2005 году Михайловский ГОК вошёл в состав холдинга Металлоинвест.
В 2015 году был запущен крупнейший в России комплекс обжиговой машины-3.

## Санкции
12 апреля 2023 года, холдинг «Металлоинвест» и Михайловский горно-обогатительный комбинат были включены в блокирующие санкционные списки США и Великобритании как компании связанные с Алишером Усмановым, который попал под санкции США, Евросоюза, Великобритании и ряда других стран после нападения России на Украину как «ответственный за финансирование агрессии».

## Основные потребители
- Оскольский электрометаллургический комбинат
- Новолипецкий металлургический комбинат
- Челябинский электрометаллургический комбинат
- Орско-Халиловский металлургический комбинат